# Concrete (álbum)
Concrete é o primeiro álbum gravado ao vivo pela banda Pet Shop Boys, lançado a 23 de Outubro de 2006.
O concerto ocorreu no Mermaid Theatre, numa transmissão em exclusivo para a BBC Radio 2.
O disco teve a participação especial de Rufus Wainwright, Frances Barber e Robbie Williams.
| Críticas profissionais                                                      | Críticas profissionais |
| Avaliações da crítica                                                       | Avaliações da crítica  |
| Fonte                                                                       | Avaliação              |
| --------------------------------------------------------------------------- | ---------------------- |
| allmusic                                                                    | [ 2 ]                  |
| Esta tabela precisa de ser acompanhada por texto em prosa. Consulte o guia. |                        |

## Faixas

### Disco 1
1. "Left to My Own Devices" - 8:37
2. "Rent" - 3:56
3. "You Only Tell Me You Love Me When You're Drunk" - 3:31
4. "The Sodom and Gomorrah Show" - 5:33
5. "Casanova in Hell" (Interpretado por Rufus Wainwright) - 3:40
6. "After All" - 7:56
7. "Friendly Fire" (Interpretado por Frances Barber) - 3:57
8. "Integral" - 4:01

### Disco 2
1. "Numb" - 5:03
2. "It's Alright" - 5:03
3. "Luna Park" - 6:21
4. "Nothing Has Been Proved" - 4:40
5. "Jealousy" (Interpretado por Robbie Williams) - 5:57
6. "Dreaming of the Queen" - 5:28
7. "It's a Sin" - 5:18
8. "Indefinite Leave to Remain" - 2:59
9. "West End Girls" - 4:55